# Kenichi Hirose
Kenichi Hirose (ひろせけんいち; 12. Juni 1964 in Shinjuku, Tokio – 26. Juli 2018) war ein Anhänger der religiösen Bewegung Aum Shinrikyo und in deren Hierarchie der „Minister für Wissenschaft und Technologie“. Er erwarb am Institut für Angewandte Physik der Waseda-Universität einen Master-Abschluss. Er wurde 1995 von der Polizei wegen seiner Beteiligung an einem Anschlag mit Saringas in der U-Bahn in Tokio festgenommen. 2009 wurde er zum Tode verurteilt und am 26. Juli 2018 im Untersuchungsgefängnis Tokio gehängt.

## Frühe Jahre
Kenichi Hirose wurde 1964 als ältester Sohn geboren und hatte früh den Kindheitstraum, Ingenieur zu werden. In der Mittelschule wurde er von den Lehrern für sein hervorragendes Lernen gelobt. Hirose war Stipendiat von der Mittelschule bis zum Abschluss. 1983 trat Hirose in die Abteilung für Angewandte Physik der Fakultät für Naturwissenschaften und Technologie der Waseda-Universität ein. 1987 schloss er sein B.Sc.-Studium als Jahrgangsbester ab und trat in die Abteilung für Physik und angewandte Physik der Graduiertenschule der Waseda-Universität ein. Während seines Masterstudiums veröffentlichte er in Zusammenarbeit mit seinem Betreuer wissenschaftliche Arbeiten.

## Aum Shinrikyo
1988 las Hirose zufällig die Schriften von Shoko Asahara, dem Gründer von Aum Shinrikyo, entwickelte ein starkes Interesse daran und nahm sich vor, Asahara zu kontaktieren. Hirose, der sich eigentlich vorgenommen hatte, sich bei Nippon Electric zu bewerben, beschloss dann jedoch sich Aum Shinrikyo anzuschließen. 1989 wurde Hirose auf Wunsch von Asahara Mönch, d. h. er zog sich aus seinem Umfeld zurück und lebte auf Grundstücken der Aum-Sekte.
Er kehrte jedoch oft an die Waseda-Universität zurück, um seinen Professor über Laserforschung zu befragen, dieser wies ihn darauf hin, dass in der Luft zu schweben, wie Asahara behauptete, gegen das Trägheitsgesetz verstoße, und fragte warum ein Physikstudent so etwas Empörendes glauben sollte. Hirose antwortete: "Weil ich es gesehen habe."
Nachdem er der Sekte beigetreten war, nahm Hirose, gemeinsam mit Masato Yokoyama, an der geheimen Schusswaffenherstellung der Sekte teil.
Bei dem Anschlag mit Saringas in der U-Bahn in Tokio war er einer von fünf Tätern, er brachte Saringas im Zug A777 der Marunouchi-Linie aus.

## Verhaftung und Prozess
1995 wurde Hirose von der Polizei festgenommen. Die Staatsanwaltschaft klagte Hirose daraufhin wegen Totschlags, versuchten Mordes und Verstoßes gegen das Waffenherstellungsgesetz an. Nachdem Hirose festgenommen worden war, entschuldigte er sich bei der Öffentlichkeit für das Verbrechen.
Im Jahr 2000 wurde Hirose in erster Instanz zum Tode verurteilt. 2009 scheiterte Hiroses Berufung und die Todesstrafe wurde finalisiert. Am 26. Juli 2018 wurde er mit Zustimmung des damaligen Justizministers Yoko Kamikawa gehängt.